# Andrej Aleksandrovič Mironov
Andrej Aleksandrovič Mironov (in russo Андрей Александрович Миронов?; Mosca, 8 marzo 1941 – Riga, 16 agosto 1987) è stato un attore sovietico.

## Filmografia

### Cinema
- Tre più due (Три плюс два), regia di Genrikh Oganisyan (1962)
- God kak žizn' (Год как жизнь), regia di Grigorij L'vovič Rošal' (1966)
- Beregis' avtomobilja, regia di Ėl'dar Rjazanov (1966)
- Crociera di lusso per un matto (Бриллиантовая рука), regia di Leonid Iovič Gajdaj (1968)
- Dostojanie respubliki, regia di Vladimir Sergeevič Byčkov (1971)
- Una matta, matta, matta corsa in Russia (Neveroyatnye priklyucheniya italyantsev v Rossii), regia di Francesco Prosperi e El'dar Rjazanov (1974)
- Čelovek s bul'vara Kapucinov, regia di Alla Surikova (1987)

### Televisione
- Le 12 sedie (12 стульев) - miniserie TV, 4 puntate (1977)